# Carlo Cattaneo (amiral)
Pour les articles homonymes, voir Carlo Cattaneo (homonymie) et Cattaneo.
Carlo Cattaneo (Sant'Anastasia, 6 octobre 1883 - Mer Méditerranée, 29 mars 1941) était un amiral italien qui a combattu pendant la guerre italo-turque et la Première Guerre mondiale, et a reçu plusieurs décorations pour sa bravoure. Entre les deux guerres, il a occupé des postes d'attaché naval à l'étranger et au ministère de la Marine ainsi que quelques commandements embarqués. Au début de la Seconde Guerre mondiale, il commande la 3e division de croiseurs et prend part à la bataille de Punta Stilo. Après être devenu commandant de la 1re division de croiseurs, il participe, en mars 1941, au raid de la flotte italienne en Méditerranée orientale, qui se termine par la bataille nocturne du Cap Matapan. Dans cette circonstance, il a perdu la vie ainsi que la plupart des équipages de sa division. Il a reçu la médaille d'or de la valeur militaire pour sa mémoire.

## Biographie

### Jeunesse et carrière
Cattaneo est né à Sant'Anastasia, Naples, en 1883, et après avoir fréquenté le Collège militaire de Naples, il entre à l'Académie navale italienne de Livourne en 1902 ; il en sort en 1906, devenant enseigne de vaisseau (Alfiere di vascello).
Il rejoint l'équipage du cuirassé Ammiraglio di Saint Bon, avec lequel il participe aux opérations de sauvetage après le tremblement de terre de Messine de 1908. Après être devenu sous-lieutenant de vaisseau (Sottotenente di vascello), il sert sur le cuirassé Regina Elena.
Il prend part à la guerre italo-turque en tant que commandant d'une équipe de débarquement qui participe à l'occupation de Tripoli; pour cette action, il reçoit la médaille d'argent de la valeur militaire. En 1913, il est promu lieutenant de vaisseau (tenente di vascello)et, pendant la Première Guerre mondiale, il commande le torpilleur Orsa, qui sert intensément dans le sud de la mer Adriatique, ce qui lui vaut une médaille de bronze de la valeur militaire en juillet 1915, et il sert ensuite à bord de destroyers, dont le Carabiniere.
En janvier 1920, il est nommé attaché naval à Constantinople et, la même année, il est promu capitaine de corvette (capitano di corvetta). En 1929, il sert au ministère de la Marine, puis il est promu capitaine de frégate (capitano di fregata) et nommé attaché naval d'abord en Roumanie, puis en Yougoslavie.
En 1930, il commande le navire de soutien ravitailleur de sous-marins Antonio Pacinotti, le navire-amiral de la division sous-marine.
En 1932, il est promu capitaine de vaisseau (capitano di vascello) et commande, entre décembre 1933 et avril 1935, le croiseur léger Alberto di Giussano. En 1937, il devient contre-amiral (contrammiraglio) et en mars 1938, il est promu vice-amiral (ammiraglio di divisione).

### La Seconde Guerre mondiale
Après le début de la Seconde Guerre mondiale, pendant la période 21 juin 1939 - 24 mai 1940, il commande la Division de l'école de commandement (2ème) à Augusta, avec des insignes sur le croiseur Giovanni Delle Bande Nere, qui comprend également le Luigi Cadorna, la 10e escadron de chasse, une flottille de torpilleurs en 5 escadron, une flottille de sous-marins en 5 escadrons et 5 autres navires auxiliaires.
Le 26 mai 1940, Cattaneo devient commandant de la 3e division navale, avec pour pavillon le croiseur lourd Trento.
Il participe à ce titre à la bataille de Calabre le 9 juillet 1940, après laquelle il reçoit pour la troisième fois la médaille d'argent de la valeur militaire.
Le 30 août 1940, Cattaneo est nommé commandant de la 6e division navale, avec pour pavillon le cuirassé Duilio, et le 16 décembre de la même année (après que le Duilio ait été endommagé par le raid sur Tarente et que la flotte de combat italienne ait été réorganisée avec la fusion des 1er et 2e escadrons navals en un seul), il devient commandant de la 1re division navale, avec pour pavillon le croiseur Zara.
Dans ce rôle, Cattaneo prend part à la bataille du cap Matapan les 27-29 mars 1941. Ayant reçu l'ordre initial d'effectuer un raid contre les navires au nord de la Crète, avec la 8e division navale de l'amiral Antonio Legnani (qui lui était subordonné), Cattaneo reçut ensuite l'ordre d'annuler le raid et de rejoindre la force principale de l'amiral Angelo Iachino, avec le cuirassé Vittorio Veneto et la 3e division navale de l'amiral Luigi Sansonetti. La force de Cattaneo ne parvient pas à rejoindre l'escadron de Iachino à temps pour se joindre au premier engagement contre les croiseurs légers de l'amiral britannique Henry Pridham-Wippell, qui a lieu au large de Gavdos dans la matinée du 27 mars.
La réunion a eu lieu peu de temps après la fin de l'action au large de Gavdos. Au cours de l'après-midi, les navires de Cattaneo, comme le reste de l'escadron italien, ont été attaqués à plusieurs reprises par des avions britanniques mais n'ont subi aucun dommage. Après que le Vittorio Veneto ait été torpillé et endommagé à 15h09, Cattaneo a reçu l'ordre de former avec ses navires (les croiseurs lourds Zara, Pola et Fiume et les destroyers Vittorio Alfieri, Alfredo Oriani, Vincenzo Gioberti et Giosuè Carducci du 9e escadron de destroyers) une ligne vers le port des cuirassés endommagés, pour les protéger de nouvelles attaques aériennes. A 19h50, une nouvelle attaque de bombardiers-torpilleurs laisse le Pola mort sur l'eau. Cattaneo propose à Iachino d'envoyer deux destroyers à son secours, mais Iachino lui ordonne de retourner aider le Pola avec toute la 1re division et le 9e escadron de destroyers. Après quelques hésitations, Cattaneo a fait demi-tour avec ses navires pour aider le Pola à 21h06. Dans une décision qui sera fortement critiquée par la suite, Cattaneo a gardé les quatre destroyers de la 9e escadron à l'arrière de ses croiseurs, au lieu de les précéder, ce qui aurait été plus logique et plus sûr, en créant un écran de destroyers pour ses croiseurs naviguant dans la nuit alors que leur flotte était probablement poursuivie par des navires ennemis. Des recherches ultérieures ont toutefois révélé que cette faute tactique n'était pas due à une erreur de Cattaneo, mais aux règles de la marine italienne sur la navigation de nuit qui étaient en vigueur à l'époque. Cattaneo a également été critiqué pour la faible vitesse à laquelle il faisait naviguer ses navires (16 à 22 nœuds (29 à 40 km/h)), ce qui a été expliqué par la suite par le fait que les destroyers manquaient de carburant . Aucune explication n'a jamais été trouvée pour sa décision de laisser les canons de ses navires sans équipage alors qu'ils naviguaient dans une nuit hostile.
Les navires de Cattaneo atteignirent le Pola à 22h20, mais entre-temps, sans qu'il le sache, la Force A de la Mediterranean Fleet (flotte méditerranéenne britannique), avec les cuirassés HMS Barham (04), HMS Valiant et HMS Warspite (03) sous le commandement de l'amiral Andrew Browne Cunningham, avait également atteint la zone. Les cuirassés britanniques s'apprêtent à ouvrir le feu sur le Pola lorsqu'ils aperçoivent les navires de la 1re division qui s'approchent: sans être remarqués par les navires italiens, ils changent de cible et ouvrent le feu à bout portant (3 500 mètres) sur les navires de Cattaneo, qui sont pris par surprise. Au cours de l'échange de tirs qui s'ensuivit et qui dura cinq minutes, tous les navires de Cattaneo, à l'exception du Gioberti, furent touchés ; seul le Alfieri put se défendre avant d'être mis hors service. Le Gioberti et le Oriani endommagé ont réussi à battre en retraite, mais tous les autres navires, y compris le Pola, ont coulé ou ont été achevés par les destroyers britanniques. Le navire-amiral de Cattaneo, le Zara, a été touché par quatre salves de 381 mm du HMS Warspite, cinq du HMS Barham et cinq du HMS Valiant. Les tirs ont immédiatement détruit les tourelles de 203 mm avant qu'elles ne puissent être préparées à tirer, déclenché des incendies à bord, tué ou blessé de nombreux membres d'équipage, mis hors service les moteurs et, en quelques minutes, laissé le croiseur sans énergie et immobile sur l'eau. Le Zara n'était plus qu'une épave à la dérive, mais sa coque n'avait subi aucun dommage fatal, de sorte que le croiseur a flotté pendant quelques heures. Finalement, Cattaneo a décidé de saborder le navire, craignant qu'il ne tombe aux mains de l'ennemi ; il a rassemblé l'équipage survivant sur la poupe et a annoncé sa décision.

Alors que l'équipage abandonne le navire en sautant à la mer ou en se laissant descendre sur les radeaux, un petit groupe de volontaires ouvre les vannes et allume les charges de démolition placées dans les magasins du croiseur. Au même moment, le HMS Jervis (F00) s'approche et torpille le Zara; le croiseur est coulé à 2h40 le 29 mars, après une dernière grosse explosion. L'amiral Cattaneo, qui, selon les survivants, avait abandonné le navire sans gilet de sauvetage car il l'avait donné à un marin blessé, disparaît en mer pendant la nuit, comme la plupart des membres de l'équipage du Zara. Plus de 2 300 officiers et marins italiens des cinq navires périssent dans la pire défaite navale de l'Italie. L'amiral Cattaneo a reçu à titre posthume la médaille d'or de la valeur militaire.

## Distinctions honorifiques
- Médaille d'or de la valeur militaire

-- Commandant d'une division navale, qu'il avait éduquée, formée et forgée avec une haute intelligence, un amour patient et une persévérance passionnée, à la bataille de Punta Stilo, étant à la tête de la formation, avec une initiative prompte et un esprit agressif audacieux il a fait face aux croiseurs ennemis et avec des manœuvres brillantes il a rendu vaines les nombreuses attaques des bombardiers torpilleurs. Dans la nuit du 28 mars, alors qu'il tentait de sauver un croiseur torpillé de l'attaque ennemie, il fut soudainement attaqué par des forces navales écrasantes et les affronta avec une sérénité intrépide et une audace consciente. Dans la courte bataille, extrêmement dure, il a montré ses talents d'esprit et de cœur lorsque le navire amiral, déchiré et incendié, n'avait plus aucune possibilité d'attaque ni aucun espoir de salut, il a rassemblé les survivants à la poupe pour lancer le dernier cri de foi sur la mer et au-delà : "Vive l'Italie, vive le Roi, vive le Duce". Ayant accompli son devoir au-delà de toute possibilité humaine, il disparut en mer avec son navire et ses insignes au vent, certain que son geste serait un exemple de ces nobles vertus de dévouement et de passion qui brillent dans le temps et la tradition. Méditerranée centrale et orientale 9 juillet 1940-28 mars 1941.

--Décret royal du 20 novembre 1941
 - Médaille d'argent de la valeur militaire

-- Aux commandes d'un torpilleur destiné à escorter et protéger les cuirassés, il a maintenu son poste malgré les conditions météorologiques défavorables et est resté sous le feu des batteries côtières de la base ennemie que nos navires maintenaient sous un bombardement intense, faisant preuve de sérénité et de courage. Durres, 2 octobre 1918.

-- Décret législatif du 10 avril 1919
 - Médaille d'argent de la valeur militaire

--  Commandant de la 1ère Division de Croiseurs, alors qu'avec le "Trento" le 8 juillet 1940 il dirigeait les unités de la formation contre les unités de la formation adverse, avec un violent échange de tirs, il a donné un exemple admirable de fermeté sereine et de mépris du danger. Méditerranée centrale, 10 juin 1940 - 29 mars 1941.
 - Médaille de bronze de la valeur militaire

-- A la tête d'une unité à Tripoli, il a participé à toutes les opérations du mois d'octobre, faisant toujours preuve, sous le feu de l'ennemi, de sérénité et de courage et initiant par son exemple le comportement magnifique de ses collaborateurs. Tripoli, octobre 1911.

-- Décret royal du 3 avril 1913
 - Médaille de bronze de la valeur militaire

-- Lors du torpillage de la Regia Nave "Garibaldi" avec un danger évident pour sa propre vie, il a été parmi les derniers à quitter le navire, coordonnant le sauvetage du personnel et s'inquiétant de la sécurité de l'amiral, vers lequel il a essayé de retourner en marchant vers la proue, mais il en a été empêché par l'inclinaison excessive du navire. Adriatique, 18 juillet 1915.

-- Décret législatif du 18 mai 1916
 - Chevalier de l'Ordre des Saints-Maurice-et-Lazare

-- 16 mai 1920
 - Officier de l'Ordre des Saints-Maurice-et-Lazare

-- 3 juin 1937
 - Commandeur de l'Ordre des Saints-Maurice-et-Lazare

-- 
 - Grand Officier de l'Ordre de la Couronne d'Italie

-- San Rossore, 27 ottobre 1938

## Sources
- (it) Cet article est partiellement ou en totalité issu de l’article de Wikipédia en italien intitulé « Carlo Cattaneo (ammiraglio) » (voir la liste des auteurs).

## Note
1. ↑  Dans la marine des forces britanniques (Royal Navy), HMS signifie Her Majesty's Ship ou His Majesty's Ship, selon que le monarque anglais est de sexe féminin ou masculin